# Konjsko (Klissza)
Konjsko falu Horvátországban Split-Dalmácia megyében. Közigazgatásilag Klisszához tartozik.

## Fekvése
Splittől légvonalban 10, közúton 20 km-re északkeletre, a Dalmát Zagora területén, Mućko poljén fekszik.

## Története
A település neve Dmitar Zvonimir horvát király 1083-ban kibocsátott adomány levelében szerepel először „teritorium in loco, qui Smina nuncupatur, illud quidem, quod Conustina niminatur“ (a Smina nevű helyen levő birtok, melyet Conustinának neveznek) alakban. A korabeli dokumentumokból kiderül a Smina nevű terület nem más, mint a mai Mućko polje, mely a Kozjak lejtőitől a Cetinai mező felé található hegyekig terjed, Conustina pedig a mai Konjskónak felel meg. A középkorban a sminai plébániához tartozott, melyet már 1185-ben a klisszai, a livnoi, a cetinai és poljicai plébániákkal együtt említenek. (Smina, vagy Zmina mint földrajzi fogalom 1682-ben szerepel utoljára oklevelekben.) A település 1537-ben Klissza elestével került török kézre. Ezen a településen volt a török uralom idején a kegyetlenségéről híres Musztafa Baraković dizdár székhelye, akit a poljicaiak 1648-ban a klisszai vár visszafoglalása utáni kivonulás közben kitört zavargásban lemészároltak. A falui plébániáját 1750-ben alapították. 1797-ben a Velencei Köztársaság megszűnésével a település a Habsburg Birodalom része lett. 1806-ban Napóleon csapatai foglalták el és 1813-ig francia uralom alatt állt. Napóleon bukása után ismét Habsburg uralom következett, mely az első világháború végéig tartott. A településnek 1857-ben 348, 1910-ben 474 lakosa volt. Az I. világháború után rövid ideig az Olasz Királyság, ezután a Szerb-Horvát-Szlovén Királyság, majd Jugoszlávia része lett. A második világháború idején olasz csapatok szállták meg. A háború után a szocialista Jugoszlávia része lett. Lakossága 2011-ben 283 fő volt.

## Lakosság
| Lakosság változása | Lakosság változása | Lakosság változása | Lakosság változása | Lakosság változása | Lakosság változása | Lakosság változása | Lakosság változása | Lakosság változása | Lakosság változása | Lakosság változása | Lakosság változása | Lakosság változása | Lakosság változása | Lakosság változása | Lakosság változása |
| ------------------ | ------------------ | ------------------ | ------------------ | ------------------ | ------------------ | ------------------ | ------------------ | ------------------ | ------------------ | ------------------ | ------------------ | ------------------ | ------------------ | ------------------ | ------------------ |
| 1857               | 1869               | 1880               | 1890               | 1900               | 1910               | 1921               | 1931               | 1948               | 1953               | 1961               | 1971               | 1981               | 1991               | 2001               | 2011               |
| 348                | 291                | 360                | 426                | 453                | 474                | 582                | 572                | 483                | 464                | 401                | 323                | 232                | 254                | 253                | 283                |

(1869-ben lakóinak egy részét Veliki Bročanachoz számították.)

## Nevezetességei
- Mihály arkangyal tiszteletére szentelt plébániatemploma középkori, gótikus eredetű. 1718-ban a régi templom alapjain újjáépítették. Egyhajós, négyszög alaprajzú épület négyszögletes apszissal. A templom körül szépen karbantartott temető található régi díszes sírkövekkel, köztük török sírkövek is találhatók.
- A spliti Tartaglia család barokk várkastélya[6] egy stratégiailag kedvező helyen, a falu feletti sziklán áll. A várkastély a nyugati oldalról hozzáférhetetlen, míg keletről és északról ahol a lejtő lankásabb magas falak védik, melyek egy nagyméretű gazdasági udvart zárnak körbe. Ide egy barokk kocsibejárón lehet bejutni. A nyugati oldalon található a lőréses falakkal épített várkastély déli oldalán nyári terasszal. Így a várkastély gazdasági, nyaraló és védelmi funkciókat egyaránt szolgált.